# Amrita Sher-Gil
Amrita Sher-Gil (Boedapest, 30 januari 1913 – Lahore, 5 december 1941) was een Hongaars-Indiase schilder. Ze wordt beschouwd als "een van de grootste vrouwelijke avant-gardekunstenaars van het begin van de 20e eeuw" en was een pionier op het gebied van moderne Indiase kunst.

## Leven en werk
Sher-Gil ontwikkelde al op jonge leeftijd een fascinatie voor schilderen en begon op achtjarige leeftijd met het volgen van schilderles. Ze kreeg voor het eerst erkenning op 19-jarige leeftijd voor haar olieverfschilderij Young Girls (1932). Haar schilderijen hadden vaak het dagelijks leven van mensen als onderwerp.
Haar vroege werk is beïnvloed door 20e-eeuwse Europese avant-gardekunst, zoals het postimpressionisme, dat ze leerde kennen in Parijs. Nadat zij in 1934 terugkeerde naar India, raakte ze steeds meer gefascineerd door prekoloniale Indiase kunst.
Sher-Gil wordt beschouwd als een belangrijke schilder van het 20e-eeuwse India. In 1976 werd zij door de Indiase overheid erkend als ‘National Treasure-artiest’. Hoewel tijdens haar leven erkenning gering bleef, behoort het werk van Sher-Gil tegenwoordig tot het duurste werk van Indiase vrouwelijke schilders.

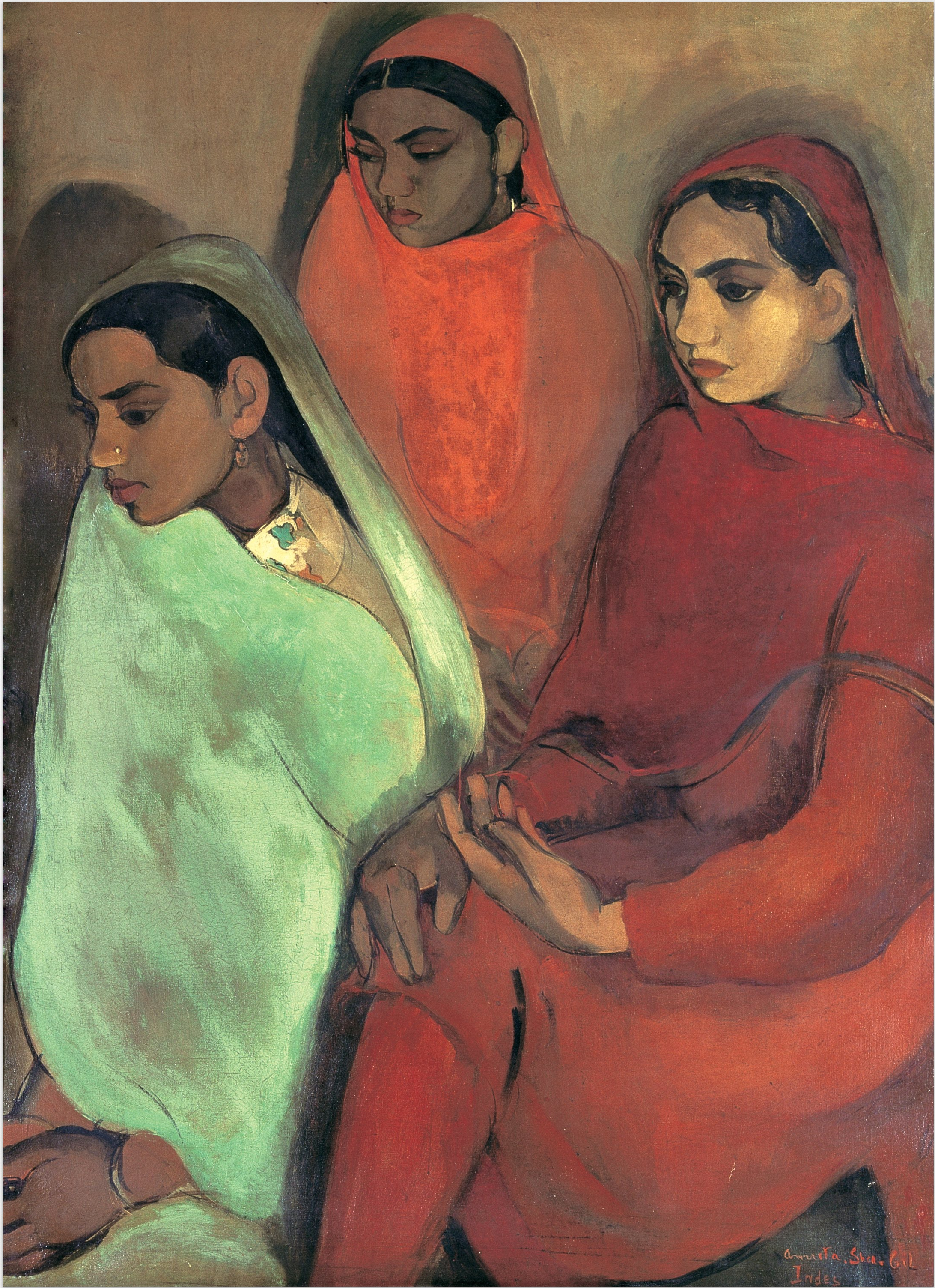
Group of Three Girls, 1935